# Monument (Oregon)
Monument è una città degli Stati Uniti d'America situata nell'Oregon, nella Contea di Grant.